# Bramcote
Bramcote – wieś w Anglii, w hrabstwie Nottinghamshire, w dystrykcie Broxtowe. Leży 8 km na zachód od miasta Nottingham i 176 km na północny zachód od Londynu. W 1931 roku civil parish liczyła 987 mieszkańców. Bramcote jest wspomniana w Domesday Book (1086) jako Broncote/Brun(e)cote.